# Stephen Kramer Glickman
Stephen Kramer Glickman, född 17 maj 1979 i London, Ontario, är en amerikansk skådespelare, modedesigner och komiker. Han är mest känd för rollen som låtskrivaren Gustavo Rocque i Big Time Rush.

## Film och TV
- Carpoolers
- Jeffrey Ross: No Offense- Live from New Jersey
- Big Time Rush
- The 41-Year-Old Virgin Who Knocked Up Sarah Marshall and Felt Superbad About It
- Trailer Trash
- Small Business
- Big Time Movie
- Muppets vs Goldman Sachs
- Cupcake Wars
- 30 Nights of Paranormal Activity with the Devil Inside the Girl with the Dragon Tattoo
- The Ricki Lake Show
- Police Guys
- Super Power Beat Down (Web Series)
- AXS TV's Super Party Super Special
- Workaholics
- Kira
- The Hall Monitors
- The Mysteries of Science